# Selaginella simplex
Selaginella simplex är en mosslummerväxtart som beskrevs av Bak.. Selaginella simplex ingår i släktet mosslumrar, och familjen mosslummerväxter. Inga underarter finns listade i Catalogue of Life.